# NGC 4782
NGC 4782 este o astrophysical x-ray source⁠(d) situată în constelația Corbul. A fost descoperită în 27 martie 1786 de către William Herschel. Se află la o distanță de 57,21 de megaparseci de Pământ.